# Pernilla Wiberg
Pernilla Wiberg (Norrköping, Suécia, 15 de outubro de 1970) é uma esquiadora profissional sueca aposentada. Ela disputou competições entre os anos de 1990 e 2002, ganhando duas medalhas de ouro olímpicas e quatro medalhas de ouro em campeonatos mundiais.

## Vitórias na Copa do Mundo

### Resultados gerais
5 títulos (1 geral, 1 Slalom, 3 Combinado)
| Temporada | Disciplina |
| --------- | ---------- |
| 1994      | Combinado  |
| 1995      | Combinado  |
| 1997      | Geral      |
| 1997      | Slalom     |
| 1997      | Combinado  |

### Vitórias individuais
| Temporada | Data                  | Local                       | Disciplina   |
| --------- | --------------------- | --------------------------- | ------------ |
| 1991      | 7 de janeiro, 1991    | Bad Kleinkirchheim, Áustria | Slalom       |
| 1991      | 10 de março, 1991     | Lake Louise, Canadá         | Giant Slalom |
| 1991      | 20 de março, 1991     | Waterville Valley, USA      | Slalom       |
| 1992      | 28 de fevereiro, 1992 | Narvik, Norway              | Giant Slalom |
| 1993      | 6 de dezembro, 1992   | Steamboat Springs, USA      | Slalom       |
| 1994      | 12 de dezembro, 1993  | Veysonnaz, Suiça            | Slalom       |
| 1994      | 6 de janeiro, 1994    | Morzine, France             | Slalom       |
| 1994      | 17 de janeiro, 1994   | Cortina d'Ampezzo, Italy    | Super-G      |
| 1994      | 5 de fevereiro, 1994  | Sierra Nevada, Spain        | Combinado    |
| 1995      | March 12, 1995        | Lenzerheide, Suiça          | Slalom       |
| 1995      | March 12, 1995        | Lenzerheide, Suiça          | Combinado    |
| 1996      | 22 de dezembro, 1995  | Veysonnaz, Switzerland      | Slalom       |
| 1996      | 19 de dezembro, 1995  | Semmering, Áustria          | Slalom       |
| 1997      | 1 de dezembro, 1996   | Lake Louise, Canada         | Super-G      |
| 1997      | 28 de dezembro, 1996  | Semmering, Austria          | Slalom       |
| 1997      | 4 de janeiro, 1997    | Maribor, Eslovênia          | Slalom       |
| 1997      | 12 de janeiro, 1997   | Bad Kleinkirchheim, Austria | Super-G      |
| 1997      | 19 de janeiro, 1997   | Zwiesel, Alemanha           | Slalom       |
| 1997      | 2 de fevereiro, 1997  | Laax, Switzerland           | Combinado    |
| 1997      | 7 de março, 1997      | Mammoth Mountain, USA       | Slalom       |
| 1997      | 12 de março, 1997     | Vail, USA                   | Downhill     |
| 1997      | 16 de março, 1997     | Vail, USA                   | Slalom       |
| 1999      | January 3, 1999       | Maribor, Eslovênia          | Slalom       |
| 2000      | December 18, 1999     | St. Moritz, Suiça           | Downhill     |